# Enrico Pace
Enrico Pace (né en 1967 à Rimini) est un pianiste italien de renommée internationale. Il mène aussi une activité de chef d'orchestre et de compositeur.

## Biographie
Il a étudié le piano avec Franco Scala, principalement au Conservatoire Rossini à Pesaro. En 1987, il a obtenu le premier prix du Concours International Yamaha à Stresa et en 1989, il a gagné le Concours international de piano Franz Liszt pour sa seconde édition. Par la suite Enrico Pace s'est produit dans de nombreuses villes européennes et a joué avec les orchestres symphoniques de Sydney et de Melbourne. Il a aussi joué avec l'Orchestre philharmonique de Varsovie et avec le Noord-Nederlands Orchestra.
À partir de 1997/1998, il a entamé une longue coopération avec le violoniste Frank Peter Zimmermann. Parmi les autres musiciens en compagnie de qui il s'est produit, on trouve la corniste Marie-Luise Neunecker et le pianiste Igor Roma.
À côté de ses concerts avec orchestres, Enrico Pace joue aussi de la musique de chambre : il a joué avec le Quatuor Shostakovich, le Vanbrugh Quartet et le Prometeo Quartet. Il a participé plusieurs fois au Festival de Musique de Chambre Isabelle van Keulen à Delft. Le pianiste Leif Ove Andsnes l'a invité deux fois à son festival de Musique de Chambre à Risor. Enrico Pace s'est aussi produit dans les festivals de Musique de Chambre de Kuhmo (Finlande), Stresa (Italie), West Cork (Irlande) et Moritzburg (Allemagne).